# Santa Maria da Vitória (kommun)
Santa Maria da Vitória är en kommun i Brasilien.   Den ligger i delstaten Bahia, i den östra delen av landet, 500 km nordost om huvudstaden Brasília. Antalet invånare är 40 316.
Omgivningarna runt Santa Maria da Vitória är huvudsakligen savann. Runt Santa Maria da Vitória är det ganska glesbefolkat, med 31 invånare per kvadratkilometer.